# Plover (condado de Portage, Wisconsin)
Plover es un pueblo ubicado en el condado de Portage en el estado estadounidense de Wisconsin. En el Censo de 2010 tenía una población de 1.701 habitantes y una densidad poblacional de 16 personas por km².

## Geografía
Plover se encuentra ubicado en las coordenadas 44°26′1″N 89°35′4″O / 44.43361, -89.58444. Según la Oficina del Censo de los Estados Unidos, Plover tiene una superficie total de 106.31 km², de la cual 102.6 km² corresponden a tierra firme y (3.49%) 3.71 km² es agua.

## Demografía
Según el censo de 2010, había 1.701 personas residiendo en Plover. La densidad de población era de 16 hab./km². De los 1.701 habitantes, Plover estaba compuesto por el 93.94% blancos, el 0.24% eran afroamericanos, el 0.35% eran amerindios, el 2.06% eran asiáticos, el 0% eran isleños del Pacífico, el 2.18% eran de otras razas y el 1.23% pertenecían a dos o más razas. Del total de la población el 4.23% eran hispanos o latinos de cualquier raza.